# Acanthodactylus schmidti
Acanthodactylus schmidti är en ödleart som beskrevs av  Haas 1957. Acanthodactylus schmidti ingår i släktet fransfingerödlor, och familjen lacertider. IUCN kategoriserar arten globalt som livskraftig. Inga underarter finns listade.